# Beit Yashout
Beit Yashout (tiếng Ả Rập: بيت ياشوط) là một thị trấn ở phía tây bắc Syria, một phần hành chính của quận Jableh thuộc tỉnh Latakia và nằm ở phía nam Latakia. Các địa phương gần đó bao gồm Ayn al-Sharqiyah ở phía tây và Daliyah ở phía nam. Theo Cục Thống kê Trung ương Syria, Beit Yashout có dân số 6.115 trong cuộc điều tra dân số năm 2004. Thị trấn nằm trong dãy núi An-Nusayriyah ở độ cao khoảng 500 m (1.700 ft).
Beit Yashout là một trong những ngôi làng có bộ lạc Alawite Hadadeen, nơi cựu đệ nhất phu nhân Aniseh Makhluf thuộc về. Tuy nhiên, ngôi làng là một ngôi nhà truyền thống của tộc Bani Ali, cũng là Alawite. Beit Yashout là quê hương của Muhammad al-Khuli, một quan chức quân sự nổi tiếng trong các chính phủ Baathist trong thập niên 1960 và trong suốt thời gian của cựu tổng thống Hafez al-Assad (1970-2000).

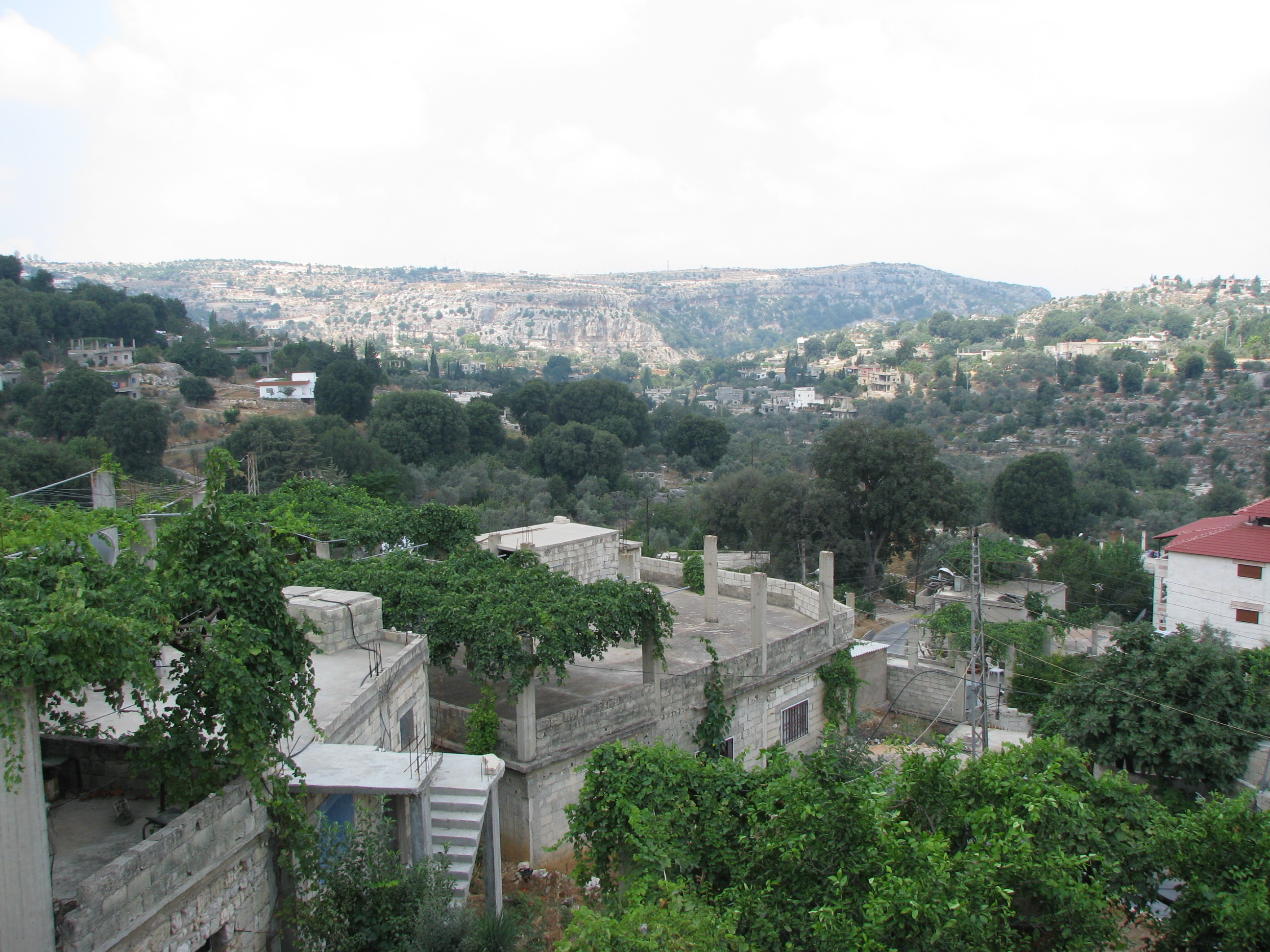
Beit Yashout từ Hrama

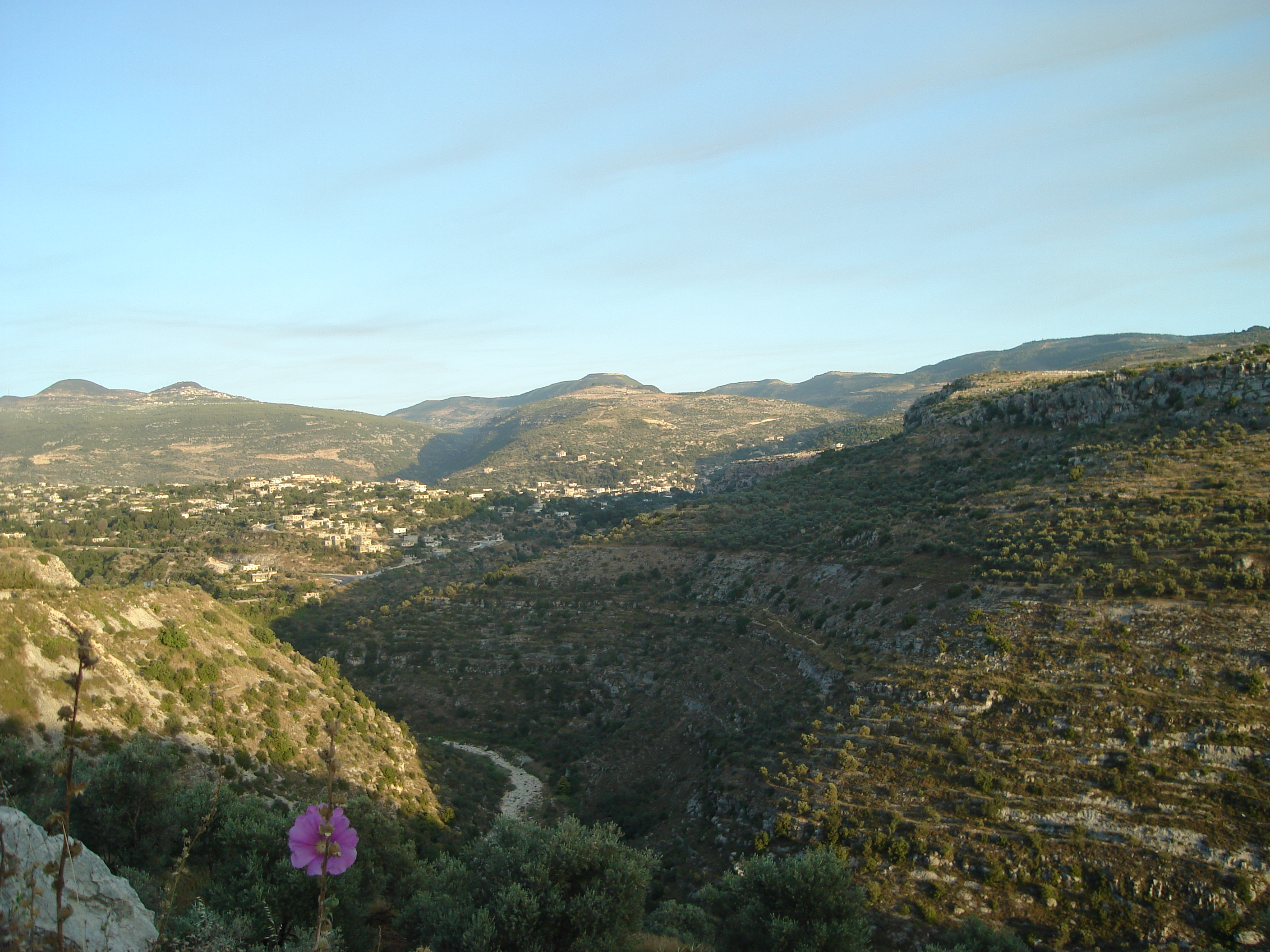
Beit Yashot từ oust